# Árbol de la vida (artesanía)

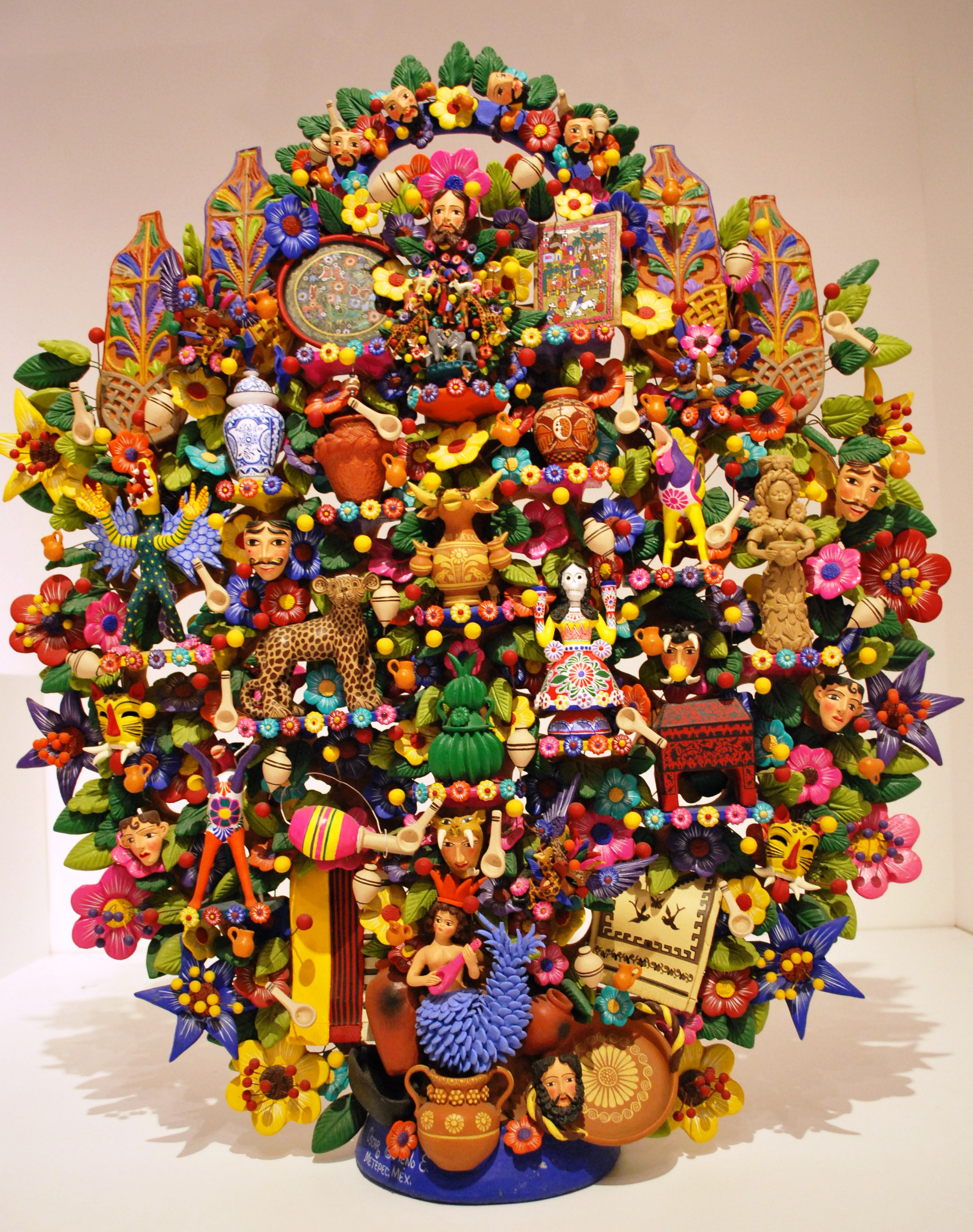
Árbol de la vida cuyo tema son las artesanías. Escultura de Oscar Soteno en exhibición en el Museo de Arte Popular de la Ciudad de México.

El árbol de la vida es una escultura artesanal elaborada en barro mediante técnicas tradicionales de origen prehispánico. Su producción se concentra principalmente en Metepec, Estado de México, aunque su fabricación se remonta a Izúcar de Matamoros, Puebla. Su elaboración incluye el uso de plumilla de la flor de tule en la preparación del barro, una técnica heredada de las antiguas tradiciones alfareras de la región.
Durante el período colonial temprano, estas esculturas fueron utilizadas como instrumento de evangelización por parte de los frailes, representando escenas bíblicas, en particular la historia de la creación según el Génesis. Tradicionalmente, los árboles de la vida incluyen figuras de Adán y Eva, el paraíso, la serpiente y el Arcángel Miguel, aunque en la actualidad su iconografía ha evolucionado para abarcar temas históricos, culturales y festivos.
Desde noviembre de 2018, el árbol de la vida forma parte del patrimonio cultural inmaterial de México, reconocimiento que resalta su importancia dentro de la alfarería mexicana y el arte popular del país.

## Origen
La creación de árboles de la vida es parte de la tradición cerámica de la región montañosa central de México. La fabricación de cerámica en esa área, que incluye figuras de barro, data de entre 1800 a 1300 a. C. La coloración de las figuras inició más tarde, después de que la influencia olmeca llegó a la zona. Alrededor del año 800 d. C. la influencia de Teotihuacán trajo consigo el aplicar un simbolismo religioso a muchos objetos de cerámica. A partir de entonces, la cerámica matlatzinca continuó desarrollándose con múltiples influencias en lo que hoy es el Estado de México, ya que se encontraba en una posición estratégica entre el Valle de México y lo que ahora son los estados de Morelos y Guerrero.
Después de la conquista española, los frailes destruyeron los artículos que representaban a los antiguos dioses y los reemplazaron con imágenes de santos y de la iconografía cristiana. La representación de un «árbol de la vida» en las pinturas y otros medios se introdujo como una forma de evangelizar a la población nativa. Durante la mayor parte del período colonial, la cerámica en el Estado de México se producía principalmente para el autoconsumo y se convirtió en una fusión de técnicas y diseños españoles e indígenas. Se mantuvo así hasta la primera mitad del siglo XX, cuando comenzaron a fabricarse piezas decorativas e incluso de lujo. A este tipo de trabajos corresponde el árbol de la vida, especialmente aquellos que no tienen función religiosa. Los árboles no religiosos tienen temas como la muerte o la primavera.
La fabricación de esculturas de árboles de barro con el tema bíblico del Jardín del Edén se inició en Izúcar de Matamoros en el estado de Puebla y se extendió a otras áreas, particularmente a Metepec, Estado de México, cuyos árboles se distinguen por estar pintados en colores brillantes. Los árboles de la vida han llegado a considerarse emblemáticos del municipio y son parte de una tradición de escultura en barro que solo se encuentra en Metepec. Otras esculturas comunes son las sirenas (un ejemplar gigante de estas se encuentra en una sección de la ciudad llamada Ciudad Típica), así como pegasos, gallos, leones y flores, entre otros.

## Descripción

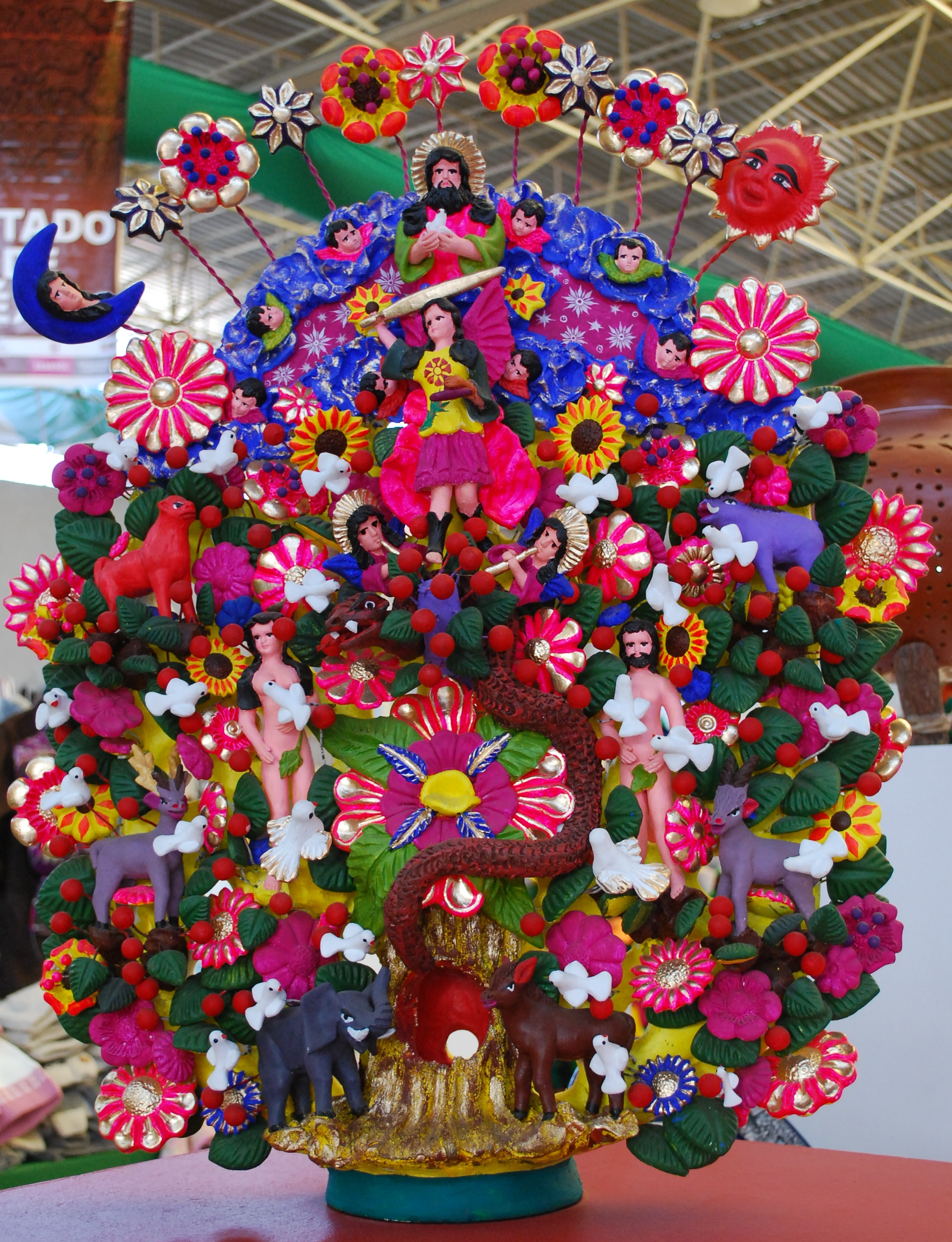
Árbol de la vida tradicional representando el Jardín del Edén.

El árbol de la vida más tradicional contiene una serie de imágenes importantes. En la parte superior de la escultura se coloca una imagen de Dios; debajo, las ramas del árbol tienen relación con la creación del mundo en siete días. Otras imágenes características son el sol y la luna, Adán y Eva y los animales, flores y frutos que simbolizan el paraíso. También aparece la serpiente de la historia bíblica en la parte inferior, al igual que el Arcángel Miguel que expulsó a Adán y Eva del Jardín del Edén. En general, la escultura del árbol se ve algo así como un candelabro. Los árboles se fabrican principalmente para uso religioso y decorativo, aunque aquellos que tienen quemadores de incienso es más probable que sean usados con motivos religiosos. En Izúcar de Matamoros, los árboles de la vida se usan en procesiones como la de Corpus Christi.
Los árboles están hechos de barro cocido en hornos de gas a baja temperatura. La mayoría miden entre 26 y 60 centímetros de altura y su creación puede tardar de dos semanas a tres meses. La fabricación de piezas extremadamente grandes puede tardar hasta tres años. Estos árboles varían en tamaño desde miniaturas hasta gigantescas esculturas públicas. La mayoría de los árboles son creados y vendidos por los propios artesanos que han aprendido a elaborarlos de sus padres y abuelos.
En las últimas décadas han aparecido variantes de la artesanía. Muchos árboles tienen un tema único, pero el más común es la dualidad entre la vida y la muerte y la relación del hombre con el mundo natural. Sin embargo, a menudo mantienen los elementos esenciales, como las imágenes de Adán y Eva. Tiburcio Soteno Fernández es uno de los pocos alfareros que crea árboles con temas completamente ajenos al Jardín del Edén; muchos de ellos presentan la historia de un lugar o persona famosos y son fabricados sobre pedido. Sus trabajos han aparecido en colecciones temporales y permanentes en países como Escocia, Estados Unidos, Canadá, Italia y Francia. Sin embargo, los puristas insisten en que los árboles que no representan el Jardín del Edén no pueden considerarse verdaderos árboles de la vida. En la portada del álbum Sgt. Pepper's Lonely Hearts Club Band aparece una escultura del árbol de la vida.

## Situación actual de la artesanía

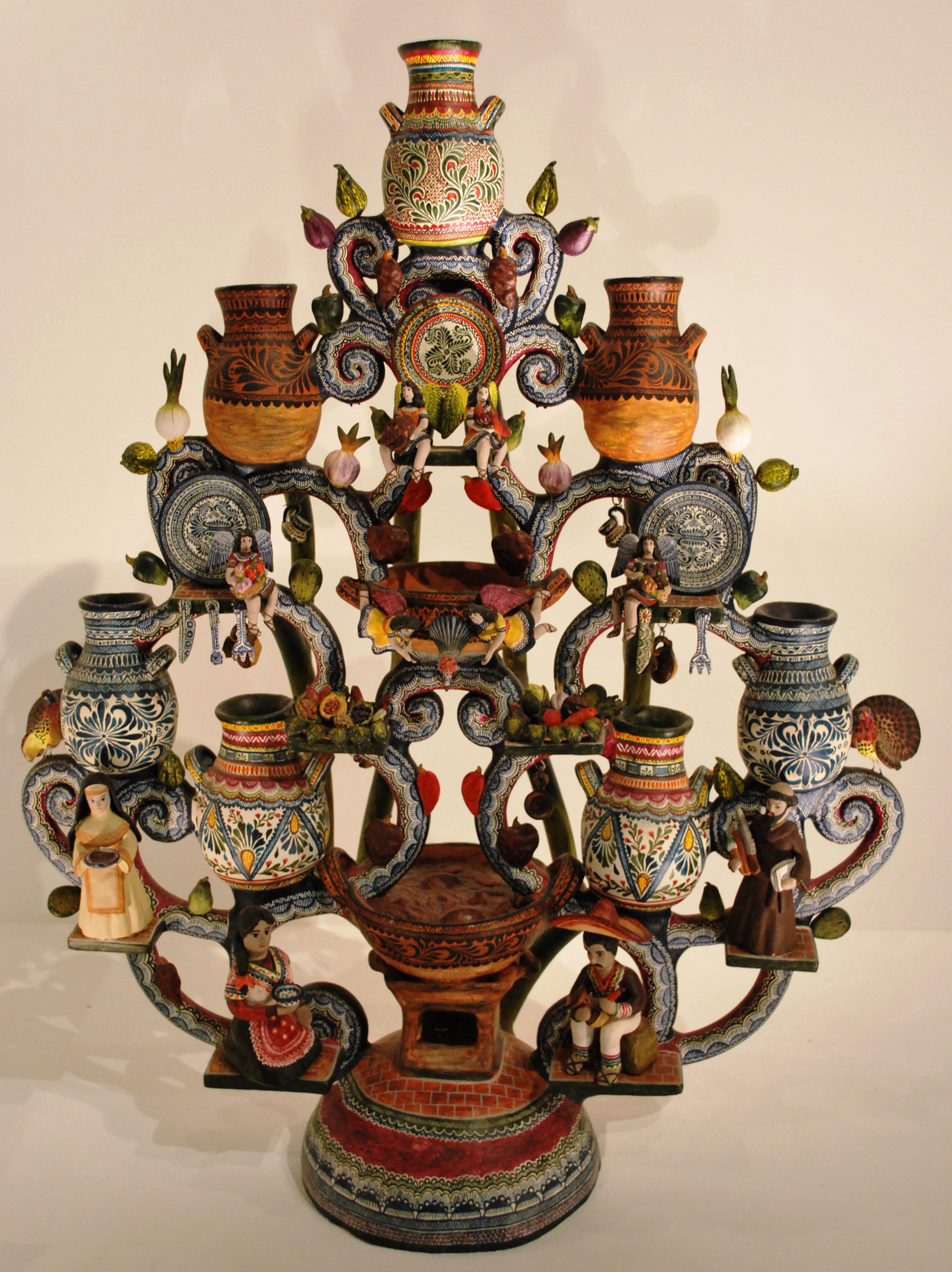
Árbol de la vida. Escultura de Alfonso Castillo que representa la historia del mole y la cerámica de Talavera de Puebla, en exhibición en el Museo de Arte Popular de la Ciudad de México.

Los árboles de la vida se fabrican principalmente en tres áreas: Metepec, Estado de México, e Izúcar de Matamoros y Acatlán, ambas localidades en el estado de Puebla. Aunque antiguamente se utilizaban en actividades religiosas y se les consideraba un regalo tradicional para las parejas recién casadas porque representan un «símbolo de fertilidad y abundantes cosechas», actualmente la mayoría se elaboran con intenciones comerciales.
La tradición artesanal se ha preservado mejor en Metepec, donde buena parte de los ingresos provienen de la venta de artesanías, su actividad es conocida internacionalmente y los artesanos locales reciben pedidos de países como China, Japón, Francia, Italia y Alemania y un gran número procedente de España. Los alfareros más conocidos en Metepec incluyen a Archundia, Tito Reyes, Modesta Fernández, Macario Garduño, Paz López, Claudio Tapia, Timoteo González, Celso Rodríguez, José Sánchez de León, Lázaro y Manuel León. El gobierno del municipio de Metepec se ha dado a la tarea de organizar cursos de cerámica con el propósito de mantener viva la tradición.
Sin embargo, con el paso del tiempo la fabricación de esta artesanía ha ido decayendo y puede estar en «peligro de extinción». En la calle Comonfort, en Metepec, existen numerosos establecimientos dedicados a la venta de cerámica, pero solo dos de ellos siguen elaborando los árboles de la vida de manera artesanal. Una de las principales razones son las imitaciones baratas, en su mayoría importadas de Asia. Esto ha sido un problema para muchas artesanías mexicanas, por lo que el gobierno federal ha intervenido para desarrollar marcas registradas y denominación de origen para las artesanías tradicionales. En 2009, el árbol de la vida se convirtió en marca registrada para los artesanos de Metepec y la vecina Calimaya, que corresponden a alrededor de 300 familias que se dedican a su fabricación. Además de la autenticidad, hay planes para utilizar la marca para promocionar el producto a nivel internacional.
En México existe un premio nacional de cerámica llamado Concurso Nacional de Alfarería y Cerámica «Árbol de la Vida», que se lleva a cabo cada año y es organizado por el municipio de Metepec. No obstante, las piezas participantes en el certamen no se limitan a los árboles de la vida. Participan obras procedentes de diversos lugares del país como Oaxaca, Jalisco y Guanajuato, aunque la mayoría son del Estado de México. Hay categorías para piezas crudas, piezas cocidas a bajas temperaturas, piezas cocidas a altas temperaturas y piezas esmaltadas. Cada año, representantes de las diversas comunidades indígenas de México se reúnen para formar un árbol de la vida humano. En 2006, quinientas personas de sesenta y tres diferentes grupos étnicos se reunieron para hacer la pirámide humana vestidos con trajes nativos y pidiendo por la paz en el mundo. Algunos de los pueblos representados en la convocatoria son zapotecos, huastecos, purépechas, mayas, otomíes, huicholes, tarahumaras y yaquis.
Otros proyectos con ambiciones similares, como la Explanada Artesanal (localizada en la calle Hidalgo en Metepec), no tuvieron mucho éxito al principio. En 2002, los artesanos se quejaban de que estaba sucia, carecía de iluminación y los compradores escaseaban. Debido a la falta de visitantes, la mayoría de los 95 puestos dedicados a la venta de artesanías de barro y cerámica solo abrían los fines de semana. Los vendedores afirmaban que el problema era que el municipio no los apoyaba. La situación pareció haber cambiado en 2012, las autoridades ofrecieron su apoyo a los artesanos y reconocieron que su labor brinda proyección internacional a Metepec.